# Pelates octolineatus
Pelates octolineatus är en fiskart som först beskrevs av Jenyns, 1840.  Pelates octolineatus ingår i släktet Pelates och familjen Terapontidae. Inga underarter finns listade i Catalogue of Life.